# Miklós Radnóti

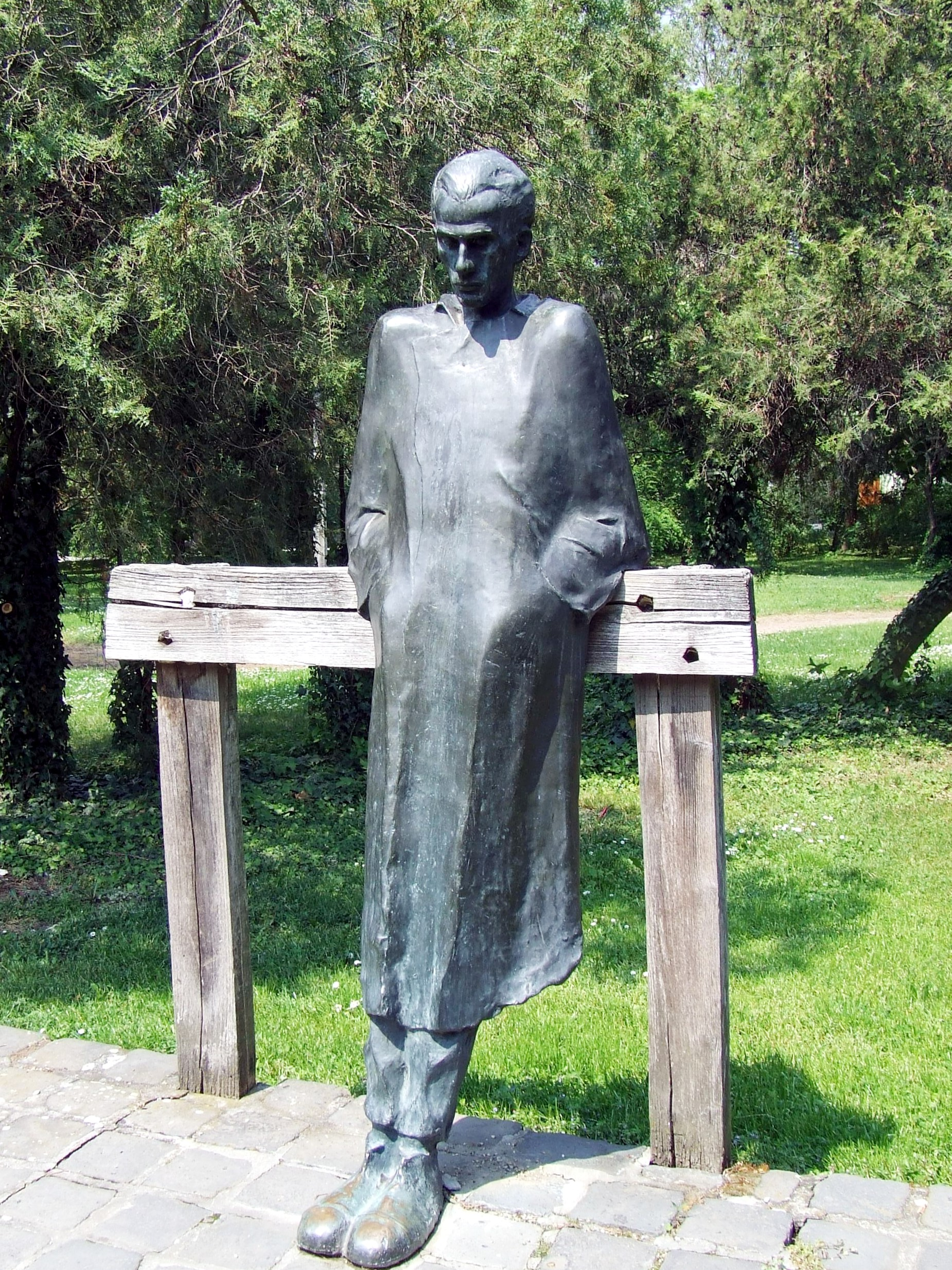
Estátua em Mohacs, por Imre Varga

Miklós Radnóti (Budapeste, 5 de maio de 1909 – 10 de Novembro de 1944, próximo à fronteira da Hungria com a Áustria) foi um poeta húngaro de família judia, de língua magiar  assassinado durante a II Guerra Mundial  e considerado por Thomas Ország-Land, poeta judeu sobrevivente do chamado Holocausto como “provavelmente o maior entre os escritores maduros do período a testemunhar e registrar o Holocausto” teoria reforçada por apontamentos do professor da USP  Aleksandar Jovanovic.

## Biografia e Obra
Miklós Radnóti  estudou e completou o doutorado em húngaro e francês e ainda jovem já traduzia poesia do grego, latim, inglês, francês e alemão.
Estreou com o livro Pogány köszöntő (Cumprimento pagão), em 1930, tendo publicado seus poemas, em vida, até 1942, e recebendo uma avaliação melhor da crítica e prêmios literários a partir do final da década de 1930.
Seu  trabalho conta com um equilíbrio entre a influência avant-gardé e uma feição clássica, transitando da vanguarda surrealista e expressionista a outras tendências, atingindo também um novo classicismo na forma de éclogas e longos versos de sabor helênico. Considera-se que são fortes as influências sofridas em sua obra por Virgílio e Guillaume Apollinaire.
Por volta de 1940 era já um autor consagrado, havendo recebido em 1937 o Prêmio Baugarten e trazendo à luz sua autobiografia.
Traduziu ainda para o húngaro ou magiar, entre autores modernos e de vanguarda, além de Apollinaire, poemas de Arthur Rimbaud, Stéphane Mallarmé, Paul Éluard, e Blaise Cendrars.
A partir da dominação nazista da Hungria passou a ter dificuldades para publicar e trabalhar, e, em 1944, foi enviado ao campo de concentração de Bor, tendo passado ainda por outros campos de trabalhos forçados e de concentração durante o regime fascista húngaro.
Mesmo prisioneiro seguiu escrevendo e enviando alguns textos para sua esposa, Fanny Gyarmati, amor de juventude com quem se casou em 1936. Estes poemas foram mais tarde publicados no volume Bori notesz (Notas de Bor).
Com o avanço das tropas guerrilheiras de Tito, milhares de prisioneiros judeus são forçados às chamadas Marchas da Morte, através da Hungria até a fronteira com a Áustria.
Segundo testemunhas, no início de novembro de 1944, o poeta foi espancado por um soldado bêbado, quando então feito fraco pela marcha e gravemente ferido e incapaz de continuar, foi executado e enterrado numa vala comum. Outros afirmam ainda que o poeta foi morto a coronhadas por insistir em escrever  em uma caderneta (“escrevinhar”, conforme lhe foi dito então)poemas antes de sua execução.
Em 1946, quando a vala foi encontrada e os corpos exumados, seus últimos poemas foram achados em uma pequena caderneta que estava no bolso do seu casaco, sendo publicados no volume Tajtékos ég (Céu espumante), ainda em 1946.
Em português, teve poemas desta última obra traduzidos por nomes como o de Nelson Ascher, entre outros.  Em inglês foi traduzido pelo citado Thomas Ország-Land.

## Obra resumida

### Obra poética
- Pogány köszöntő (Saudações pagãs, 1930).
- Újmódi pásztorok éneke (Canto pastoril moderno, 1931)
- Lábadozó szél (Brisa crescente, 1933)
- Újhold (Lua nova, 1935)
- Járkálj csak, halálraítélt! (Avante, condenados!, 1936)
- Meredek út (Estrada íngreme, 1938)
- Naptár (Calendário, 1942)
- Tajtékos ég (Céu espumante 1946)

### Livro de anotações
- Bori notesz (Notas de Bor) – produzido durante estada em campo de prisioneiros.

### Autobiografia
- Ikrek hava, 1940.